# 雷博拉
雷博拉是赤道畿內亞的城市，為北比奧科省首府，位於比奧科島北部，該市風景怡人，2001年人口估計為8,259，是該國人口較多的城市之一。
3°43′09″N 8°51′11″E / 3.71917°N 8.85306°E